# Бесмртни пук
Бесмртни пук је међународни јавно, цивилно-патриотски покрет за очување личног сећања на генерације из Другог светског рата. Настао је у Русији 4. фебруара 2014, а први пут у оваквом облику оргнизован је 2012. у руском граду Томску. Учесници годишње на Дан победе пролазе у колони улицама градова са фотографијама својих рођака - ветерана војске и морнарице, партизана, подземних бораца, бораца отпора, стражних радника, заробљеника концентрационих логора.

## Бесмртни пук у Србији
У Србији се обележава од 2016. године.
2018. године председник Србије Александар Вучић је са руским и израелским председницима Владимиром Путином и Бењамином Нетањахуом предводио Бесмртни пук у Москви.